# Usangu
Pour l’article homonyme, voir Marais d'Usangu.
L'Usangu est un volcan situé dans le Sud-Ouest de la Tanzanie, à l'extrémité Sud-Ouest du bassin du même nom et au nord-est des montagnes de Poroto.
Ce volcan est composé d'un ensemble de dômes de lave phonolitique formés de la fin du Pléistocène jusqu'à l'Holocène et organisés le long d'un ensemble de failles normales orientées Nord-Nord-Est-Sud-Sud-Ouest.